# Station Brussel-Congres

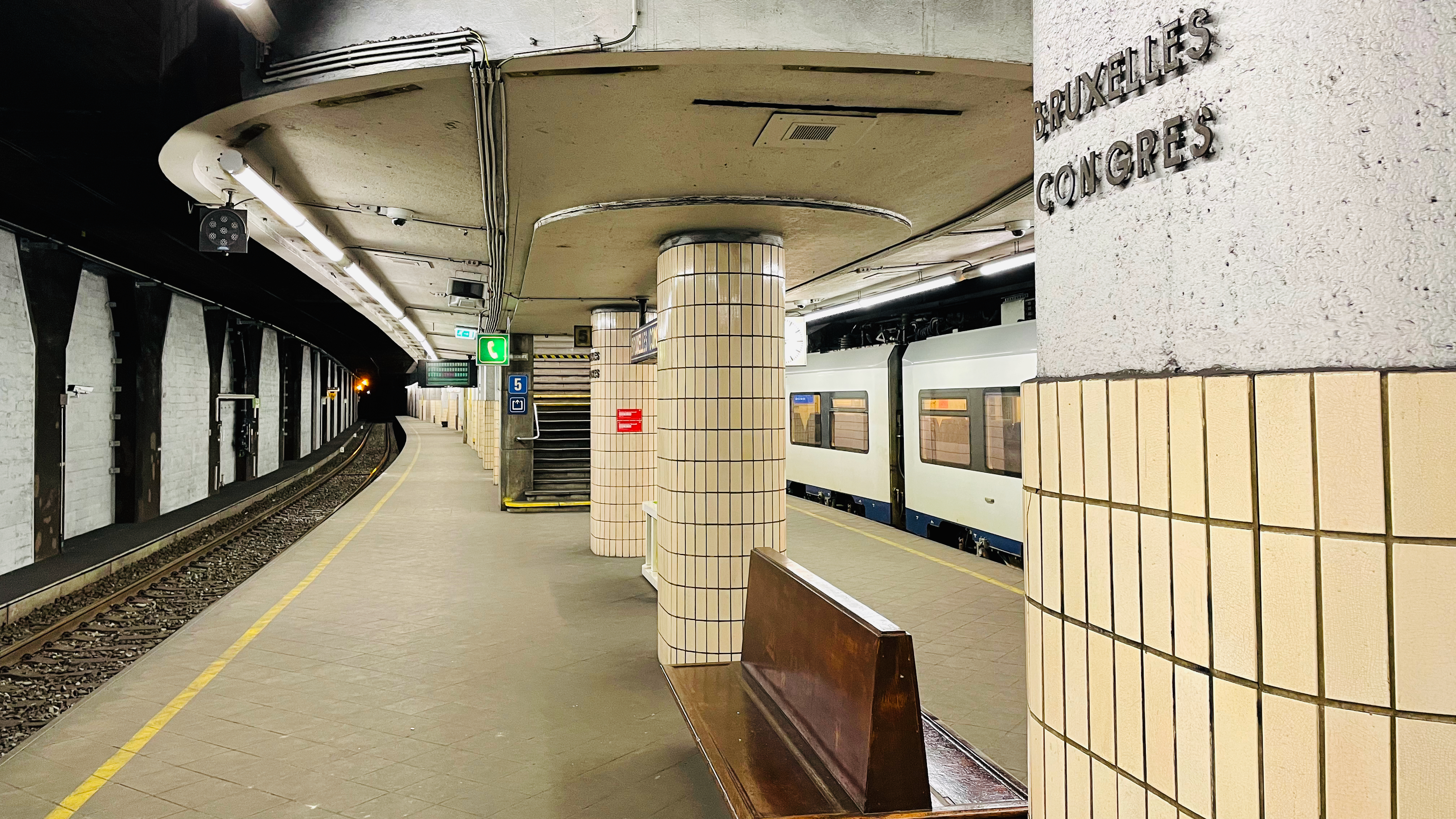
Zicht op de perron

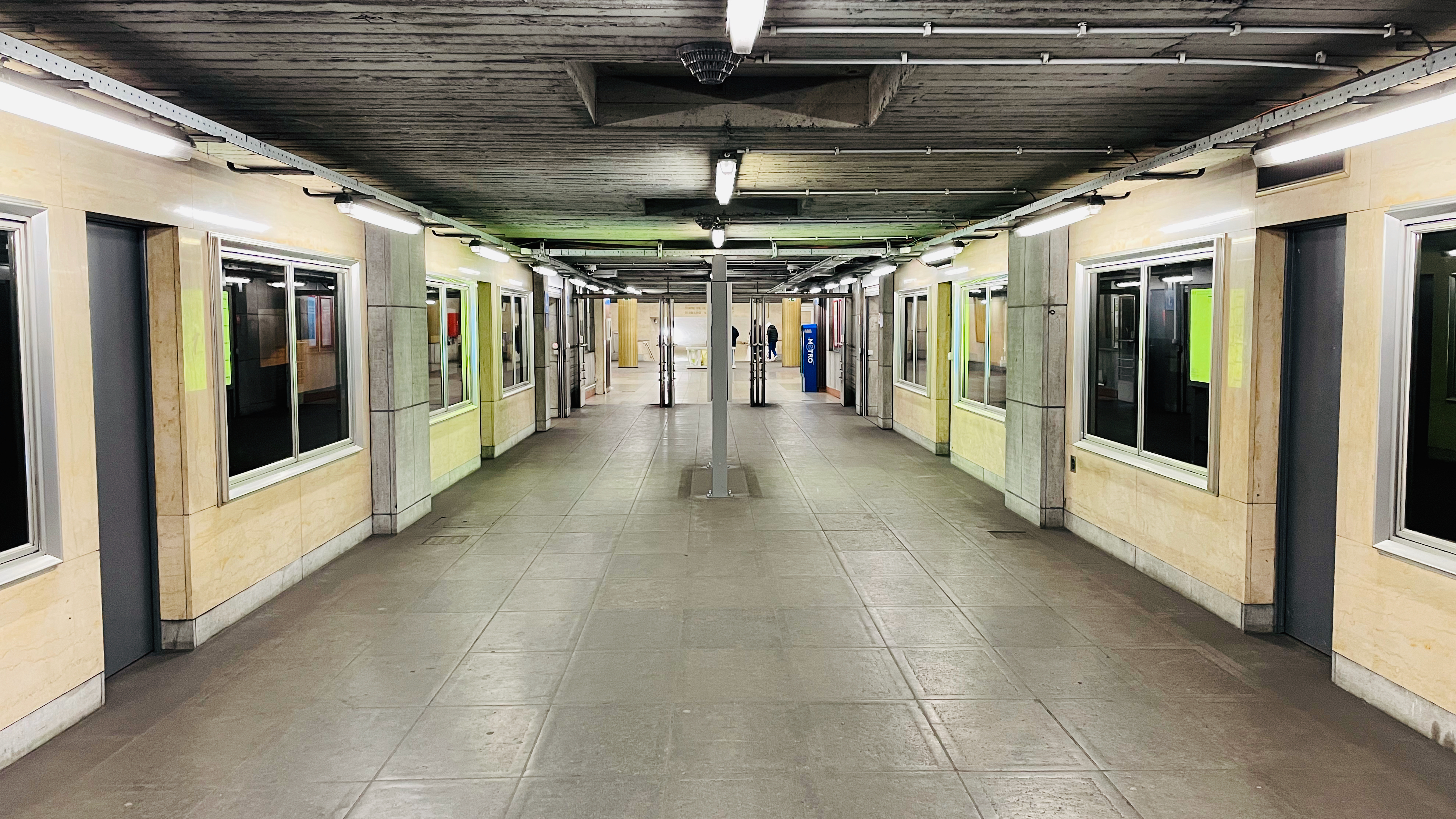
Zicht op de gang

Station Brussel-Congres (Frans: Bruxelles-Congrès) is een spoorweghalte in België, gelegen aan de ondergrondse Noord-Zuidverbinding tussen de Brusselse treinstations Noord en Zuid. Het ligt aan de Pachecolaan.
Het station werd in 1948 ontworpen door Maxime Brunfaut. Zijn functionalistische gebouw integreerde een 25 meter hoge ventilatietoren, die indertijd onontbeerlijk was om de rookgassen van de stoom- en dieseltreinen te evacueren. De metalen verluchtingsroosters in de voorgevel zijn decoratief verwant aan een mashrabiya. Ervoor plaatste Brunfaut een diensttrap bekleed met een bas-reliëf dat de (toentertijd) negen provincies symbolisch weergeeft. Ook op de zijgevels zijn kunstwerken aangebracht. Een aluminium luifel markeert de toegang naar het ondergrondse station, dat is ingericht door interieurbedrijf Fred Sage & Cie. De loketten en het stationsbuffet zijn sinds 2004 gesloten. Op de stationsnaamborden wordt de Nederlandse naam in de oude spelling weergegeven als 'Brussel (Kongres)'.
Het station, in gebruik sinds 1952, is nog voornamelijk een stopplaats aan het perron voor de sporen 5 en 6. Er is ook een tweede perron voor de sporen 3 en 4, maar dit wordt weinig gebruikt. In 2012 stopt er één geplande trein per dag op spoor 4. Verder wordt dit perron af en toe gebruikt bij spoorwijziging (wat echter niet vaak voorkomt, aangezien de Noord-Zuidverbinding slechts drie sporen per richting telt). Sinds de sluiting van het Rijksadministratief Centrum in 2007, alsook het verdwijnen van het Nationale Ministerie voor Onderwijs, kent het station een zeer beperkte dienstregeling. Hoewel het station aan de drukste spoorlijn van België ligt, wordt het enkel op werkdagen bediend, door enkele treinseries. Rond 19 uur stopt de laatste trein in het station. Hoewel de betreffende treinseries de rest van de avond nog wel rijden, slaan deze het station Brussel-Congres over. In het weekend stopt er geen enkele trein in het station en wordt de perronverlichting gedoofd, op de noodverlichting na.
De nabijheid van het commerciële stadscentrum, met de Nieuwstraat op 200 meter, en van grote kantoren als het Pachecogebouw, dat eigendom is van Belfius, lieten het station nog een zeker reizigerspotentieel, versterkt door de heropening van de Financietoren in 2009. Met gemiddeld nog geen 1500 reizigers per dag bleef Brussel-Congres in 2010 een bescheiden stopplaats. De NMBS overwoog sluiting om de stiptheid op de Noord-Zuidas te verhogen, maar voerde dat uiteindelijk niet door. Petities om de frequentie te verhogen kregen evenmin gevolg.
Infrabel verving in 2018 het verluchtingssysteem in de toren. De drie ventilatoren van drie meter breed werden losgesneden en vervangen door exemplaren die zes keer krachtiger zijn.

## Treindienst
| Serie | Treinsoort             | Route                                                                                         | Bijzonderheden |
| ----- | ---------------------- | --------------------------------------------------------------------------------------------- | --- |
| S 1   | S-trein Brussel (NMBS) | Charleroi-Centraal – /Nijvel – Brussel-Zuid – Brussel-Congres – Mechelen – Antwerpen-Centraal | Op zondag een deel Brussel-Noord - Nijvel en een deel Brussel-Zuid - Antwerpen-Centraal. Tijdens de week eerste en laatste ritten van/naar Charleroi-Centraal. |

## Reizigerstellingen
De grafiek en tabel geven het gemiddeld aantal instappende reizigers weer op een week-, zater- en zondag.
| Tabel: aantal instappende reizigers station Brussel-Congres | Tabel: aantal instappende reizigers station Brussel-Congres | Tabel: aantal instappende reizigers station Brussel-Congres | Tabel: aantal instappende reizigers station Brussel-Congres |
|                                                             | Weekdag                                                     | Zaterdag                                                    | Zondag                                                      |
| ----------------------------------------------------------- | ----------------------------------------------------------- | ----------------------------------------------------------- | ----------------------------------------------------------- |
| 1998                                                        | 2 867                                                       | -                                                           | -                                                           |
| 1999                                                        | 2 550                                                       | -                                                           | -                                                           |
| 2000                                                        | 2 703                                                       | -                                                           | -                                                           |
| 2001                                                        | 3 672                                                       | -                                                           | -                                                           |
| 2002                                                        | 2 853                                                       | -                                                           | -                                                           |
| 2003                                                        | 2 790                                                       | -                                                           | -                                                           |
| 2004                                                        | 2 987                                                       | -                                                           | -                                                           |
| 2005                                                        | 3 045                                                       | -                                                           | -                                                           |
| 2006                                                        | 3 282                                                       | -                                                           | -                                                           |
| 2007                                                        | 3 393                                                       | -                                                           | -                                                           |
| 2008                                                        | -                                                           | -                                                           | -                                                           |
| 2009                                                        | 1 187                                                       | -                                                           | -                                                           |
| 2010                                                        | -                                                           | -                                                           | -                                                           |
| 2011                                                        | -                                                           | -                                                           | -                                                           |
| 2012                                                        | 954                                                         | -                                                           | -                                                           |
| 2013                                                        | 1 368                                                       | -                                                           | -                                                           |
| 2014                                                        | 1 101                                                       | -                                                           | -                                                           |
| 2015                                                        | 736                                                         | -                                                           | -                                                           |
| 2016                                                        | 502                                                         | -                                                           | -                                                           |
| 2017                                                        | 586                                                         | -                                                           | -                                                           |
| 2018                                                        | 524                                                         | -                                                           | -                                                           |
| 2019                                                        | 465                                                         | -                                                           | -                                                           |
| 2020                                                        | 277                                                         | -                                                           | -                                                           |
| 2021                                                        | -                                                           | -                                                           | -                                                           |
| 2022                                                        | 584                                                         | -                                                           | -                                                           |
| 2023                                                        | 541                                                         | -                                                           | -                                                           |
| 2024                                                        | 571                                                         | -                                                           | -                                                           |

## Galerij

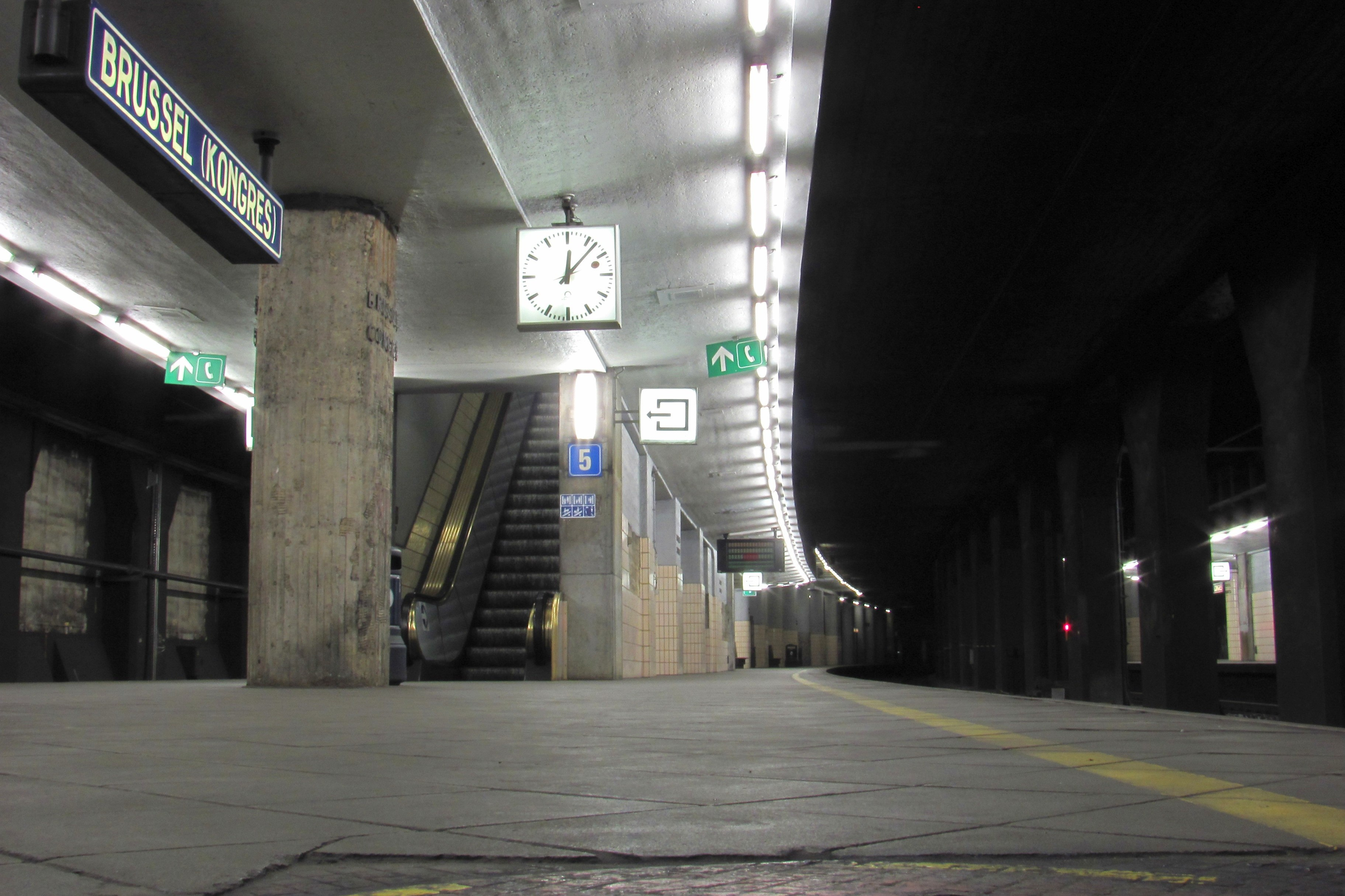
Zicht op de sporen
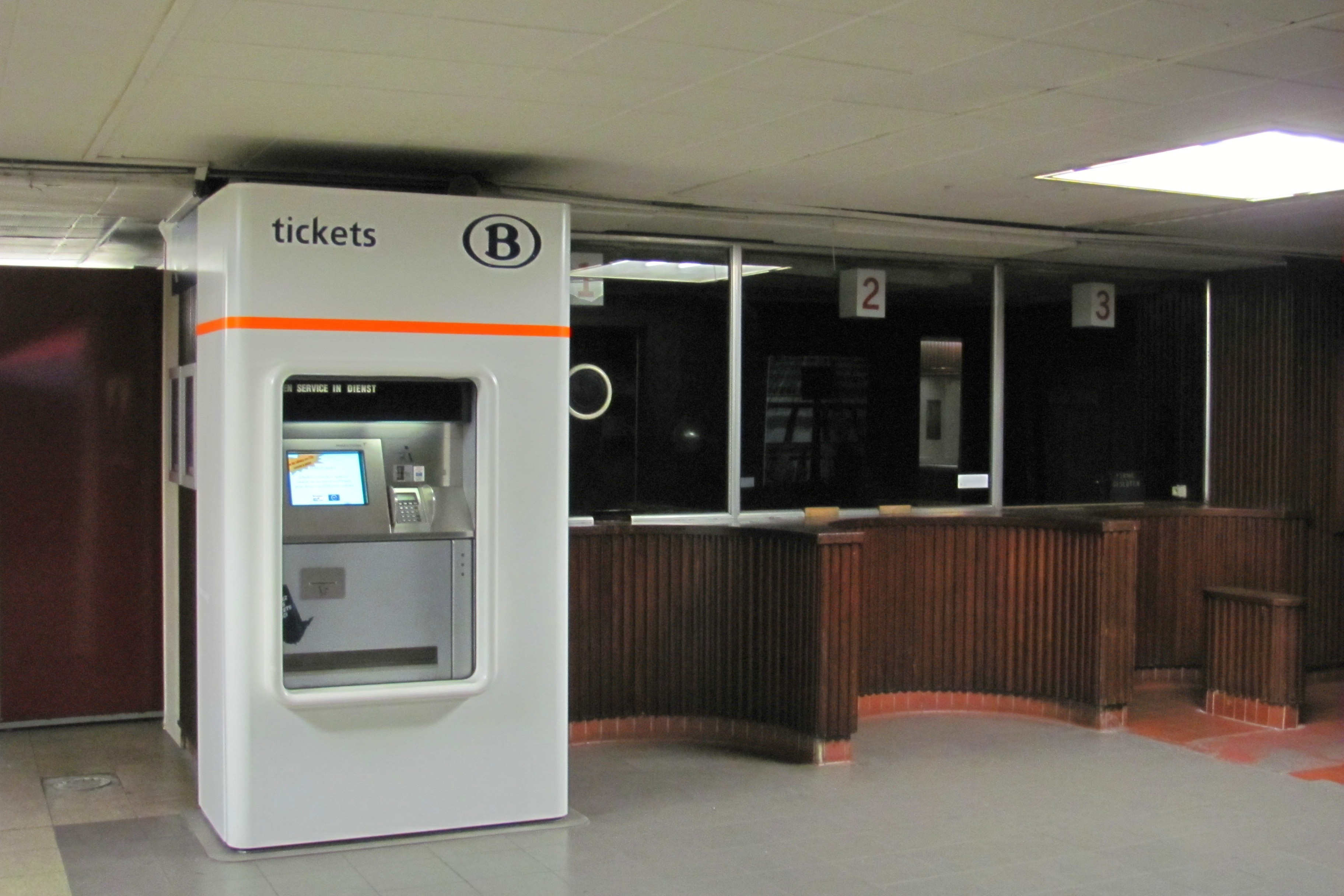
Zicht op de voormalige loketten